# Jamie Watson
Jamie Lovell Watson, (Elm City, Carolina del Norte; 23 de febrero de 1972) es un exjugador de baloncesto estadounidense. Con 2.01 de estatura, su puesto natural en la cancha era el de alero.